# Lično
Lično település Csehországban, Rychnov nad Kněžnou-i járásban. Lično Olešnice, Voděrady, Hřibiny-Ledská, Černíkovice, Třebešov és Týniště nad Orlicí településekkel határos. Lakosainak száma 665 fő (2024. január 1.).

## Népesség
A település lakosságának változását az alábbi diagram mutatja:
| Lakosok száma | 907  | 869  | 714  | 538  | 502  | 566  | 642  | 652  | 635  | 665  |
|               | 1869 | 1890 | 1921 | 1950 | 1980 | 2001 | 2017 | 2019 | 2022 | 2024 |